# Primicerio della basilica di San Marco
Il primicerio della basilica di San Marco era il primo canonico del capitolo della basilica di San Marco a Venezia. Era il reggente della cappella palatina del doge, la basilica appunto, e delle Scole Marciane e dei Pievani ad essa collegate, costituenti una diocesi nullius, cioè non soggetta al potere di un metropolita ma dipendente dal doge.

## La chiesa di San Marco
Da un punto di vista ecclesiastico, infatti, la chiesa marciana era rappresentata dal doge di Venezia, che aveva il titolo di "capo della Chiesa di San Marco" e quindi prerogative di vescovo, sin dai tempi più antichi. Questa valenza religiosa del Doge fu anche questione di dibattito nel Concilio di Trento svoltosi dal 1545 al 1563, nel quale, riconoscendo che il doge rappresentava la Chiesa ma non era né solo un vescovo, né solamente un principe, si dovettero modificare le formule conclusive per creare un appropriato status del doge di Venezia   accanto ai vescovi e ai principi. In pratica era il solo capo di stato occidentale che aveva prerogative  cesaropapiste. Pertanto, similmente al re d'Inghilterra, capo della Comunione anglicana, il doge di Venezia era il "vescovo" della terra di San Marco, non nominato dal papa e con  il diritto a nominare i vescovi del dogado.
Il primicerio, in qualità di suo rappresentante, poteva celebrare pontificali, amministrare la prima tonsura e gli ordini minori e, per un certo periodo, anche ordinare presbiteri. Egli era una delle numerose figure episcopali presenti all'interno della città, che in un certo periodo comprendevano:
- il vescovo di Castello, con cattedra nella chiesa di San Pietro di Castello;
- il patriarca di Grado, con cattedra nella chiesa di San Silvestro;
- il patriarca latino di Costantinopoli, residente a Venezia dopo la riconquista bizantina della città.

L'importanza capitale della basilica di San Marco nell'ordinamento politico e religioso veneziano risiede nel fatto che in essa dall'828 riposano effettivamente le spoglie dell'Evangelista, che tradizionalmente per primo cristianizzò la Venetia. La tradizione evangelizzatrice e l'enorme prestigio conseguente al possesso di una reliquia di simile portata, hanno fatto sì che l'intero corpo della nazione si identificasse nel santo protettore e che la terra di Venezia assumesse il nome di  Terra di San Marco e che la sua Chiesa acquisisse un livello di autonomia del tutto particolare.
Già alla sua fondazione nell'828 la basilica San Marco figurava essere posta, unica chiesa, all'interno della giurisdizione dogale in conseguenza dei diritti ereditati dall'antica cappella ducale di San Todaro, primo patrono della città. Ancora nel 982 la si chiamava libera a servitute Sanctae Matris Ecclesiae ("libera dalla servitù di santa madre Chiesa"): è l'epoca del dogado di Pietro I Orseolo, quando viene istituita la carica di primicerio, di nomina ducale. 
Tra la fine del XII secolo e gli inizi del XII secolo, la basilica estese la sua giurisdizione alle chiese di San Basso, San Geminiano e San Zulian.
Tuttavia è solo dalla metà del XIV secolo che si ha la piena certezza dell'esclusiva soggezione dei cappellani di San Marco al solo potere ducale e il godimento di particolari libertà dal patriarcato di Venezia.
Con la caduta della Repubblica nel 1797 e la fine della serie dei dogi di Venezia, il capitolo della basilica e il primicerio persero le basi della propria particolarità giurisdizionale, fino a che nel 1807 Napoleone soppresse la carica di Primicerio trasferì la sede del Patriarcato di Venezia dalla cattedrale di San Pietro di Castello alla basilica marciana.
Tuttavia bisognerà aspettare il 1821, quando con la bolla Ecclesias Quae di Pio VII, datata 24 settembre , lo status canonico della Basilica Cattedrale e della Basilica di San Pietro di Castello verrà delineato, trasferendo definitivamente la cattedralità a San Marco, e sancendo la relativa unione dei due capitoli. 

## Lista dei primiceri della basilica di San Marco
- Demetrio Tribuno (819) -  primicerio della cappella ducale di San Teodoro
- Staurazio (828) -  avvio della costruzione della basilica di San Marco
- Giovanni (982)
- Capuano (1038)
- Giovanni (1107)
- Giovanni Andreani (1109)
- Bonoaldo (1152)
- Benedetto Falier (1180)
- Lorenzo Tiepolo (1207)
- Andrea Canal (1208)
- Leonardo Querini (1229)
- Iacopo Bellegno (1251)
- Pietro Correr (1281)
- Simeone Moro (1287)
- Bartolomeo II Querini (1291)
- Marco Paradiso (1293)
- Matteo Venier (1301)
- Costantino Loredan (1328)
- Giovanni Boniolo (1346)
- Giovanni I Loredan (1354)
- Francesco Bembo (1391)
- Giovanni II Loredan (1401)
- Bartolomeo dei Ricoverati (1407)
- Nicolò dal Corso (1423)
- Polidoro Foscari (1425)
- Michele Marioni (1437)
- Pietro Foscari (1452)
- Niccolò Vendramin (1477)
- Pietro Dandolo (1478)
- Girolamo Barbarigo (1501)
- Francesco Querini (1548)
- Luigi Diedo (1563)
- Giovanni Tiepolo (1603)
- Marco Antonio Cornaro (1619)
- Benedetto Erizzo (1633)
- Girolamo Dolfin (1655)
- Daniele Giustinian (1663)
- Giovanbattista Sanudo (1664)
- Giovanni Alberto Badoer (1684)
- Pietro Sagredo (1688)
- Luigi Ruzzini (1696)
- Gianfrancesco Barbarigo (1698)
- Vincenzo Michiel (1706)
- Giovanni Cornaro (primicerio) (1713)
- Pietro Diedo (1718)
- Alvise Foscari (1787)

soppressione de facto del titolo nel 1807
soppressione de jure del titolo nel 1821